# Steirastoma zischkai
Steirastoma zischkai es una especie de escarabajo del género Steirastoma, familia Cerambycidae. Fue descrita científicamente por Prosen en 1957.
Se distribuye por Bolivia. Posee una longitud corporal de 23 milímetros. El período de vuelo de esta especie ocurre únicamente en el mes de abril.